# 顧天埈
顧天埈（1562年—？），字升伯，号开雍，又号湛庵，直隸崑山縣（今江蘇昆山市）人，明朝政治人物、探花。状元顾鼎臣族孙。

## 生平
萬曆七年（1579年）己卯科應天鄉試第一百二名舉人。萬曆二十年（1592年）登壬辰科一甲第三名進士，授翰林院編修，充正史纂修官，二十五年正月教习内书堂，八月與史继偕等纂修六曹章奏，二十八年七月管理文官诰敕，又与右庶子杨道宾主考顺天府乡试，升修撰，二十九年十一月出使朝鲜，參與安撫朝鮮內戰，升侍讲，三十年三月升右中允、兼翰林院编修，三十三年十二月升至右諭德，三十四年十二月改左春坊左谕德，因參與黨爭，三十七年二月与李腾芳一起拜疏出京，被降三级为行人司司正，遂辞官归乡。

## 家族
曾祖顧潛；祖父顧夢圭；父顧允默。